# Scopelogena
Scopelogena (лат.) — род суккулентных растений семейства Аизовые (Aizoaceae), подсемейства Ruschioideae, произрастающий на территории Капской провинции Южно-Африканской Республики. На 2023 год, включает 2 вида.

## Название
Родовое латинское (научное) название Scopelogena происходит от греческих слов skopelos, — «горная вершина, утес, скала» и genos, — «рождение, происхождение». Название отражает среду обитания рода, — каменистые местности.
Из-за отсутствия официального русскоязычного названия рода в авторитетных источниках, вероятное произношение на русском языке может быть сформировано как «Скопелогена».

## Ботаническое описание

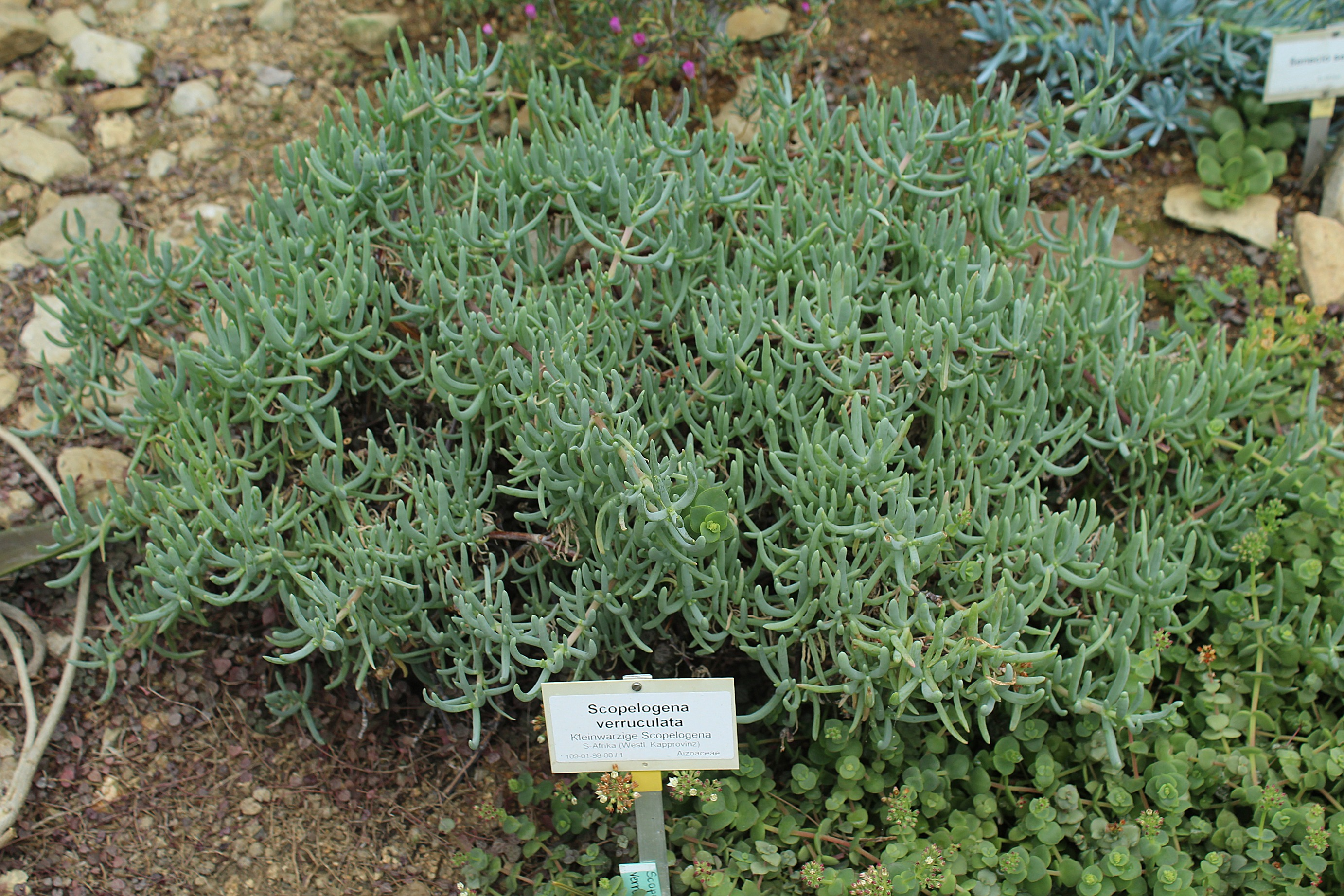
Scopelogena verruculata в Ботаническом саду Берлина

Представители рода — многолетние кустарники, которые при достижении зрелого возраста формируют подушковидные формы. Молодые стебли обладают гладкой поверхностью и имеют сизовато-зеленый цвет. Листья трехгранные, расположены парами на противоположных сторонах стебля, соединены у основания, имеют прямую вертикальную форму. Они имеют тупой конец и достигают длины до 35 мм, а их эпидермис обладает гладкой текстурой.
Цветки собраны в многоцветковое соцветие, расположенное на цветоножке, и достигают диаметра до 15 мм. В цветке насчитывается 5 чашелистиков, которые почти равны между собой и могут быть острыми или заостренными на концах. Лепестки имеют желтый цвет. Стаминодии отсутствуют. Нектарник образует зубчатое кольцо. В цветке присутствует 5 нитевидных рыльцев, которые превосходят тычинки в длине и имеют зеленый цвет. Плод — 5-гнездная коробочка, верхняя часть которой деревянистая и выпуклая. Клапаны плода открываются однократно и больше не закрываются. У плода отсутствуют створки клапана. Расширяющиеся кили идут от основания коробочки, а кроющие перепонки короткие. Семена от коричневого до черного цвета, имеют шероховатую поверхность.

## Таксономия
Scopelogena L.Bolus ex A.G.J.Herre, первое упоминание в Gen. Mesembryanthemac.: 282. (1971).

### Синонимы
- Scopelogena L.Bolus

### Виды
Согласно данным сайта WFO Plantlist на июнь 2023 года, род состоит из 2 видов:
- Scopelogena bruynsii Klak
- Scopelogena verruculata (L.) L.Bolus ex Klak typus